# Новорождественское сельское поселение (Краснодарский край)
Новорождественское сельское поселение — муниципальное образование в Тихорецком районе Краснодарского края России.
В рамках административно-территориального устройства Краснодарского края ему соответствует Новорождественский сельский округ.
Административный центр — станица Новорождественская.

## География
Граничит с Выселковским и Павловским районами Краснодарского края. Расположено у реки Челбас, в долине которой находится станица Новорождественская.

## Население
| 2010  | 2012  | 2013  | 2014  | 2015  | 2016  | 2017  |
| ----- | ----- | ----- | ----- | ----- | ----- | ----- |
| 6726  | ↘6716 | ↘6697 | ↘6656 | ↗6693 | ↘6687 | ↗6712 |
| 2018  | 2019  | 2020  | 2021  | 2023  |       |       |
| ↘6697 | ↘6628 | ↘6551 | ↘6230 | ↘6141 |       |       |

## Населённые пункты
В состав сельского поселения (сельского округа) входят 2 населённых пункта:
| № | Населённый пункт   | Тип населённого пункта | Население (чел.) |
| - | ------------------ | ---------------------- | ---------------- |
| 1 | Новорождественская | станица                | ↘6080            |
| 2 | Челбас             | посёлок                | ↘150             |